# ブラウント郡 (テネシー州)
ブラウント郡（英: Blount County）は、アメリカ合衆国テネシー州の東部に位置する郡である。人口は13万5280人（2020年） 。郡庁所在地はメアリービルであり、同郡で人口最大の都市である。
ブラウント郡はノックスビル都市圏に属している。

## 歴史
ブラウント郡となった地域は昔からインディアンの領土であり、18世紀後半に白人開拓者が入ってきたときは、チェロキー族が領有していた。1795年7月11日、隣接するノックス郡とジェファーソン郡の一部を合わせて、州議会の採決でブラウント郡がテネシー州10番目の郡として設立された。郡名は南西部領土知事を務めたウィリアム・ブラウントに因んで名付けられた。郡庁所在地のメアリービルは、その妻であるメアリー・グレンジャー・ブラウントに因んだ命名だった。しかし、この郡の設立も白人開拓者とチェロキー族の間の不和を抑えることにはならず、郡の形を取ったのは1818年の条約が調印されてからだった。
ブラウント郡の歴史の中で、その領域は何度も修正された。中でも1870年には郡西部の大きな領域が分離され、ラウドン郡など他の郡の一部になった。1936年にグレート・スモーキー山脈国立公園が設立され、実際にはブラウント郡の領域には影響しなかったが、郡南東部の利用法に大きな影響を与えた。

## 経済
初期のヨーロッパ系アメリカ人の大半は大した生活手段を持たず、郡設立から初期は自給自足農業を行っていた。初期の産業と言えば、隣接する郡と同様に製材業だった。
郡東部の山岳地でグレート・スモーキー山脈国立公園を設立することになった要因の1つがこの製材業の大々的な展開だった。この公園には郡南東部が入っている。今日では製造業がその重要性で製材業に取って代わり、郡内には100以上の工場がある。
デンソーの系列会社であるデンソー・マニュファクチュアリング・テネシーが約3,000人を雇用して、郡内最大の雇用主となっている。

## 地理
アメリカ合衆国国勢調査局に拠れば、郡域全面積は567平方マイル (1,468.5 km2)であり、このうち陸地559平方マイル (1,447.8 km2)、水域は8平方マイル (20.7 km2)で水域率は1.43%である。
アパラチア山脈の麓丘陵部が郡内の景観を形作っており、グレート・スモーキー山脈国立公園が郡南東部に入ってきている。リトルテネシー川が郡内を流れ、テネシー川流域開発公社が建造した人造湖が幾つかある。
グレート・スモーキー山脈国立公園の中にあるブル洞窟は、リッチマウンテン・ギャップの南西750フィート (230 m) にある。深さは924フィート (282 m) と州内で最も深い。これまで探査された長さは2.3マイル (3.7 km) である。この洞窟は一般公開されていない。かなり危険な洞窟であり、深く潜るにはロープが必要であり、また寒さと湿気と戦う必要がある。

### 特徴的な地形
- アパラチア山脈
- グレート・スモーキー山
- チルハウェー山
- サンダーヘッド山
- グレゴリー・ボールド
- ルックロック
- フォートラウドン湖
- チルハウェー湖
- リトル川
- リトルテネシー川

### 交通

#### 補助的交通機関
郡内では東テネシー人的資源機関の公共輸送体系が機能している。東テネシーの16郡で運営され、近接するラウドン市に本部がある。予約により域内全域のドア・ツー・ドアの輸送サービスを行っている。

#### 空港
マギー・タイソン空港（TYS）

#### 主要高規格道路
- 州間高速道路
  -  州間高速道路140号線、ペリシッピ・パークウェイ

- アメリカ国道
  -  アメリカ国道129号線、エアポート・ハイウェイ/アルコア・ハイウェイ、ハイウェイ411号南、コールダウッド・ハイウェイ
  -  アメリカ国道321号線、ラマー・アレクサンダー・パークウェイ、ウェアズバレー道路
  -  アメリカ国道411号線、ブロードウェイ、セビアビル道路

- テネシー州道
  -  テネシー州道33号線、オールド・ノックスビル・ハイウェイ、ハイウェイ411号南
  -  テネシー州道35号線、セビアビル道路、ワシントン通り、ノースホール道路
  -  テネシー州道72号線、コールダウッド・ハイウェイ
  -  テネシー州道73号線、ラマー・アレクサンダー・パークウェイ、ウェアズバレー道路
  -  テネシー州道115号線、エアポート・ハイウェイ/アルコア・ハイウェイ、ハイウェイ411号南、コールダウッド・ハイウェイ
  -  テネシー州道162号線、ペリシッピ・パークウェイ

- 二級州道
  -  テネシー州道333号線、トップサイド道路、ルイビル道路、クエリー道路、マイザーステーション道路
  -  テネシー州道334号線、ルイスビル道路
  -  テネシー州道335号線、ウィリアム・ブラウント・ドライブ、ハント道路、オールド・グロリー道路
  -  テネシー州道336号線 モントベール道路、シックスマイル道路、ブリックミル道路
  -  テネシー州道337号線、ウェアズバレー道路
  -  テネシー州道429号線、エアベース道路
  -  テネシー州道446号線
  -  テネシー州道447号線

- 国立公園局管轄道路
  - フットヒルズ・パークウェイ
  - リトルリバー道路
  - ローレルクリーク道路
  - ウェアズバレー環状道路

### 隣接する郡
- ノックス郡 - 北
- セビア郡 - 東
- スウェイン郡 (ノースカロライナ州) - 南
- グラハム郡 (ノースカロライナ州) - 南西
- モンロー郡 - 南西
- ラウドン郡 - 西

### 国立保護地域
- グレート・スモーキー山脈国立公園（部分）

## 人口動態

2000人口ピラミッド

以下は2000年国勢調査による人口統計データである。
| 基礎データ - 人口: 105,823人 - 世帯数: 42,667 世帯 - 家族数: 30,634 家族 - 人口密度: 73人/km2（190人/mi2） - 住居数: 47,059軒 - 住居密度: 33軒/km2（84軒/mi2） 人種別人口構成 - 白人: 94.73% - アフリカン・アメリカン: 2.91% - ネイティブ・アメリカン: 0.29% - アジア人: 0.72% - 太平洋諸島系: 0.03% - その他の人種: 0.34% - 混血: 0.99% - ヒスパニック・ラテン系: 1.06% 年齢別人口構成 - 18歳未満: 22.8% - 18-24歳: 8.3% - 25-44歳: 29.4% - 45-64歳: 25.4% - 65歳以上: 14.1% - 年齢の中央値: 38歳 - 性比（女性100人あたり男性の人口） - 総人口: 93.8 - 18歳以上: 90.8 | 世帯と家族（対世帯数） - 18歳未満の子供がいる: 30.5% - 結婚・同居している夫婦: 58.4% - 未婚・離婚・死別女性が世帯主: 10.0% - 非家族世帯: 28.2% - 単身世帯: 24.4% - 65歳以上の老人1人暮らし: 9.5% - 平均構成人数 - 世帯: 2.43人 - 家族: 2.88人 収入と家計 - 収入の中央値 - 世帯: 37,862米ドル - 家族: 45,038米ドル - 性別 - 男性: 31,877米ドル - 女性: 23,007米ドル - 人口1人あたり収入: 19,416米ドル - 貧困線以下 - 対人口: 9.7% - 対家族数: 7.3% - 18歳未満: 12.3% - 65歳以上: 9.1% |

## 都市と町

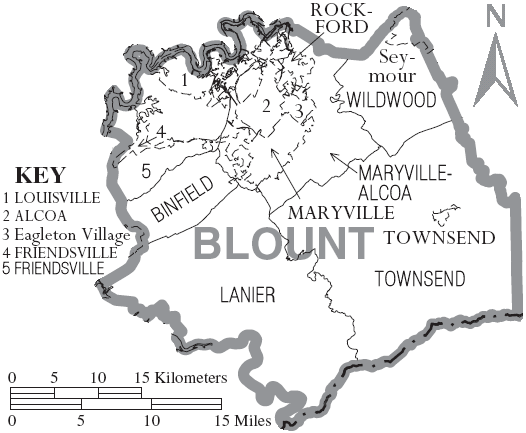
ブラウント郡図

| - メアリービル - 郡庁所在地 - アルコア - フレンズビル - ルイスビル - ロックフォード - タウンゼント |

### 未編入の町
| - アルンウィック - ビンフィールド - クローバーヒル - コールドスプリングス - ドライバレー | - イーグルトンビレッジ（統計調査指定地域） - ハッピーバレー - キンゼルスプリングス - ローズチャペル - メルローズ | - メンター - ミント - シーモア（統計調査指定地域、一部はセビア郡） - シックスマイル - サンシャイン | - タラシー - ウォランド - ワイルドウッド |

### 廃村
- ケイズコーブ
- コールダウッド
- トレモント

## 公園
連邦政府が運営し、毎年多くの観光客を呼んでいるグレート・スモーキー山脈国立公園に加えて、ブラウント郡は主にアルコア市とメアリービル市に多くのコミュニティ公園やレクリエーションセンターを運営している:。
| - アメリン公園（メアリービル市） - バッセル・コーツ（アルコア市） - バイセンテニアル公園（メアリービル市） - イーグルトン公園（メアリービル市） - エバレット・アスレチック複合施設（メアリービル市） - エバレット公園/エバレット・シニアセンター（メアリービル市） | - ハウ通り公園（アルコア市） - ジョン・セビア公園/プール（メアリービル市） - ルイスビル・ポイント公園（ルイスビル市） - マーティン・ルーサー・キング・ジュニア・コミュニティ・センター（アルコア市） - オールドフィールド・ミニ公園（アルコア市） - ピアソン・スプリングス公園（メアリービル市） | - ポールクライマーズ・アスレチックフィールズ（アルコア市） - リチャード・ウィリアムズ公園（アルコア市） - ロックガーデン公園（アルコア市） - サンディ・スプリングス公園（メアリービル市） - スプリングブルック公園/プール（アルコア市） |

## 教育
ブラウント郡では、メアリービル市とアルコア市が独立した教育学区を運営している。私立学校としては、メアリービル・クリスチャン学校、モンテッソリ中学校、ニューホライズン・モンテッソリ学校がある。
郡内の高等教育機関としては、メアリービル市中心街にあるメアリービル・カレッジと、ノックスビル市を本拠とするペリシッピ州立工科コミュニティカレッジのサテライト・キャンパスがある。